# António Schiappa de Azevedo
António Bon de Sousa Schiappa de Azevedo (Lisboa, 1870 — Funchal, 17 de dezembro de 1926) foi um grande impulsionador da reflorestação da ilha do Porto Santo e responsável pela preservação florestal da ilha da Madeira.

## Biografia
António Bon de Sousa Schiappa de Azevedo nasceu em Lisboa em 1870, filho do engenheiro de minas João Baptista Schiappa de Azevedo  e neto por via materna do tenente-general Pedro Paulo Ferreira de Sousa, o 1.º barão de Pernes. Estabeleceu-se na ilha da Madeira em finais do século XIX, tendo-se casado com uma madeirense, filha de José António de Almada, então governador civil do Distrito Autónomo do Funchal.
Formado em regência florestal, Schiappa de Azevedo desempenhou importantes funções silvícolas no então distrito do Funchal nos finais do século XIX e início do século XX. Na ilha da Madeira, foi responsável pela preservação florestal de áreas que se encontravam ameaçadas à época, entre as suas atuações conta-se a plantação de cedros (Cupressus macrocarpa) junto à ribeira das Cales. Já no Porto Santo, local de foco da sua intervenção, foi mentor e responsável pelos primeiros trabalhos de reflorestação da ilha, cuja situação florestal era bem mais grave evidenciando uma avançada erosão e desertificação.

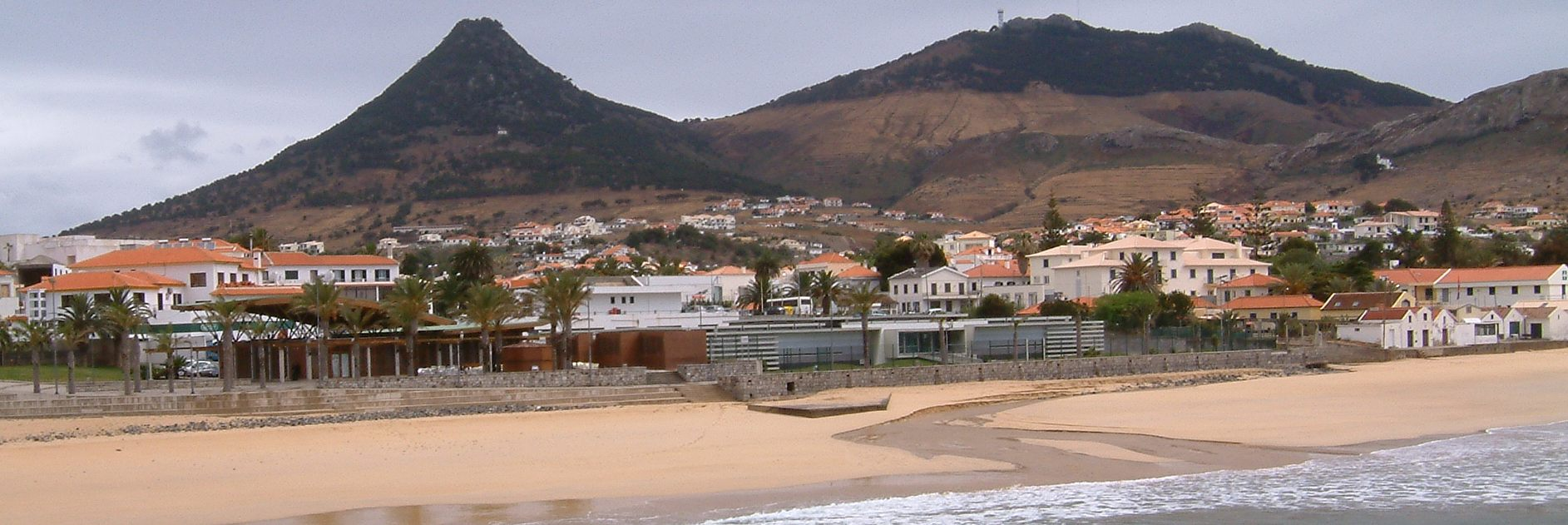
Pico do Castelo arborizado, ver montanha à esquerda.

Em 1921, na ilha do Porto Santo, escolheu o cume do Pico do Castelo para iniciar o seu trabalho de reflorestação, armando o terreno e construindo muretes em pedra para suporte e sustentação da pouca terra que existia na encosta para assim conseguir arborizar. Foram introduzidas espécies exóticas que, pelo seu caráter rústico, têm maior resistência a fatores adversos, como o cedro (Cupressus macrocarpa), pinheiro-monterrei (Pinus radiata), pinheiro-de-alepo (Pinus halepensis) e o pinheiro-bravo (Pinus pinaster). O processo de reflorestação foi continuado, após a sua morte, utilizando a metodologia de plantação por si desenvolvida.
Schiappa de Azevedo faleceu no Funchal a 17 de dezembro de 1926. 

## Homenagem
Foi colocada uma estátua com o busto de António Schiappa de Azevedo quase no cimo do Pico do Castelo, inaugurada a 12 de julho de 1957, em homenagem ao trabalho desenvolvido na reflorestação e no combate à desertificação da ilha do Porto Santo.